# Antic Hospital de la Santíssima Trinitat
L'Antic Hospital de la Santíssima Trinitat és un edifici del municipi d'Hostalric (Selva) que forma part de l'Inventari del Patrimoni Arquitectònic de Catalunya.

## Descripció
És un edifici entre mitgeres, situat al nucli urbà d'Hostalric, al carrer Major número 32. L'edifici de planta baixa i dos pisos, està cobert per una teulada de teula àrab. A la planta baixa, tres portals en arc rebaixat format per dovelles de pedra i brancals de carreus també de pedra. Al primer pis, un balcó amb barana de ferro forjat i obertura amb llinda monolítica i brancals de carreus de pedra. Dues finestres just a sobre dels portals de la planta baixa, d'iguals característiques que l'obertura del balcó. Al tercer pis, tres finestres amb ampit. La façana està arrebossada i pintada de color groc, amb un sòcol d'estucat a la part inferior.

## Història
Aquest edifici era l'hospital dels pobres, fundat el 1346 per part de Ponç Hug, comte d'Empúries i vescomte de Cabrera, sota la protecció de la Santíssima Trinitat i Sant Pere Apòstol. Un escut dels Cabrera, situat a l'edifici de l'antic Ateneu del poble podria haver format part de la façana de l'hospital. Anys més tard l'edifici va passar a formar part del patronat dels Ducs de Medinacelli, com a hereus del títol dels vescomtes de Cabrera.
El 1809 fou destruït durant la Guerra del Francès i reconstruït el 1855. Un any després les Germanes Carmelites de la Caritat es van fer càrrec de l'hospital però quasi no van prestar servei per les desavinences entre el patronat i l'ajuntament que reclamava un apart de l'edifici per a instal·lar-hi dependències municipals. Finalment part del consistori s'hi traslladà el 1893 ocupant una part de l'edifici mentre que la resta servia d'hospital per a la gent tant del poble com de la rodalia.
Durant la Guerra Civil les germanes abandonaren l'edifici que s'anà deteriorant. Part de la primera planta fou utilitzada com a local d'associacions juvenils i emissora de ràdio. El 1984 començaren les obres per convertir l'edifici en un local per a la tercera edat. Actualment és el CAP del poble.